# Winchester (processorkärna)
Winchester var utvecklingsnamnet för AMD:s första processorkärna till s939-plattformen med 0,09-mikronsteknik.
Skillnaderna mot den äldre Clawhammer är, som nämns ovan, att den är byggd med 0,09-mikronsteknik, samt en förbättrad minneskontroller. Andra skillnader är svalare operationstemperatur och lägre strömförbrukning, samt bättre prestanda vid samma klockfrekvens.
"Winchester" är precis som samtliga Athlon64, AthlonFX och Opteron-processorer baserad på AMD:s Hammer-teknologi.